# Buddhizmus az Amerikai Egyesült Államokban
A buddhizmus az Egyesült Államokban az egyik legnagyobb világvallás a kereszténység, a zsidó vallás, az iszlám és a hinduizmus után. Az amerikai buddhisták közé tartoznak történelmi sorrendben az ázsiai származásúak, másodsorban más etnikumúak, akik felvették a buddhista vallást, illetve ezek gyermekei és unokái.  A The San Diego Union-Tribune napilap egy 2012-es cikke szerint az Egyesült Államokban mintegy 1,2 millióan gyakorolják a buddhizmust, akik közül 40% él Dél-Kaliforniában. Arányaiban Hawaii büszkélkedhet a legtöbb buddhistával, ahol a lakosság 8%-át teszik ki, elsősorban a nagyszámú ázsiai közösségeknek köszönhetően.

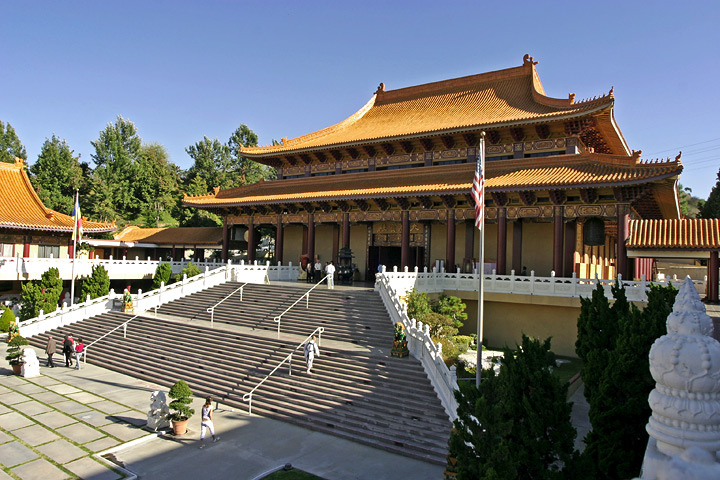
A kaliforniai Hszi Laj-templom a Nyugati világ egyik legnagyobb buddhista temploma – 61,000 m²

## A buddhizmus típusai az USA-ban
Charles Prebish amerikai buddhista tudós szerint háromféle buddhizmust lehet megkülönböztetni az USA-ban:
1. migráns vagy „etnikai buddhizmus”
2. „import buddhizmus”
3. „export buddhizmus”  – különböző buddhista iskolák hittérítő tevékenységének eredménye az USA-ban (lásd még: Buddhizmus Nyugaton)

## Etnikai buddhizmus

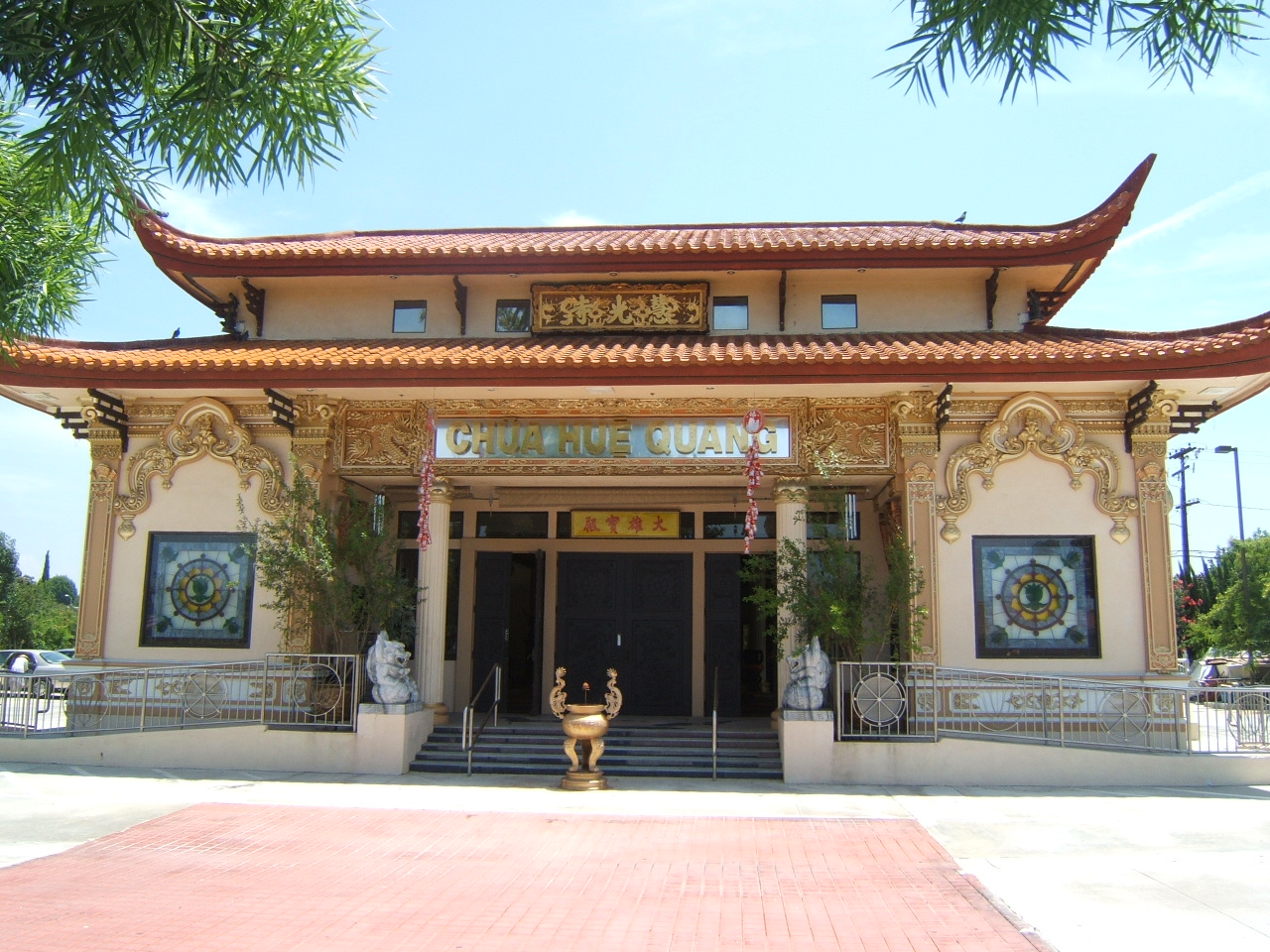
Chùa Huệ Quang buddhista templom, vietnámi amerikai templom a Garden Grove-ban

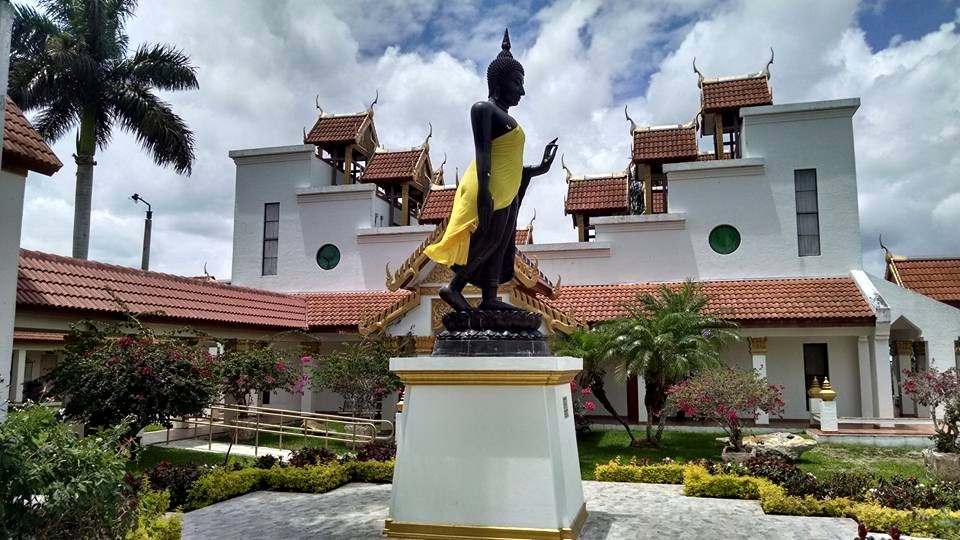
Wat Buddharangsi Miami buddhista temploma

A buddhizmus legelőször bevándorlókkal jutott el az USA-ba a 19. században, amikor jelentős számban érkeztek Kelet-Ázsiából. Az első kínaiak 1820-ban érkeztek, azonban nagyobb számban csupán a kaliforniai aranylázat követően kezdtek beáramlani az országba. A különböző országokból érkező bevándorlók által létrehozott buddhista közösségek egymástól rendkívül eltérőek voltak. Az Egyesült Államokban ma megtalálható az összes buddhista irányzat, úgy mint például kínai, japán, koreai, szingaléz, kambodzsai, vietnámi, thai, és más hagyományosan buddhista országok hagyományai. Az 1965-ös bevándorlási törvény hatására megnövekedett a Kínából, Vietnámból és a théraváda országokból érkező migránsok száma.
Az ország legelső buddhista templomát 1853-ban építette San Franciscóban a Szce Jap társaság (Sze Yap Company), egy kínai-amerikai közösség. Egy évvel később egy másik templomot emelt a Ning Jong társaság (Ning Yeong Company). 1875-re már nyolc templom állt, és a századfordulóra mintegy 400 kínai templom készült el az ország nyugati részén. Ezek többsége hordozott buddhista jegyeket is. A fajgyűlölet miatt ezeket a templomokat a más etnikumhoz tartozó emberek teljesen figyelmen kívül hagyták és gúny nevük is volt („joss house”, a „joss” a kínai bálvány állatka).
Az 1880-as évek végén nagy számban érkeztek japán bevándorlók, majd 1903 környékén koreaiak is, elsősorban a Hawaii szigetekre. Ezt követően más ázsiai országokból is érkeztek emberek, akiknek az új közösségei mind buddhista templokat építettek és szervezeteket hoztak létre. Például az első templom Hawaii-on in 1896-ban, az USA szárazföldi területén három évvel később épült.
Amerika buddhista egyházainak többsége japán eredetű. Az ország legnagyobb buddhista temploma a kaliforniai Hszi Laj-templom, a Fo Kuang San modern tajvani buddhista csoport központja, amelyet 1988-ban építettek.

## Import buddhizmus
Az amerikai értelmiséget felvillanyozták a Brit gyarmatokhoz tartozó Indiából és kelet-ázsiai területekről származó ismeretek.  William Jones  és Charles Wilkins tudósok szanszkrit nyelvű szövegeket fordítottak angolra. Az amerikai transzcendentalisták, elsősorban Henry David Thoreau, élénk érdeklődést mutattak a hinduizmus és a buddhista filozófia iránt. 1844-ben The Dial című irodalmi kiadványban kiadták a Lótusz szútra egy részének angol fordítását. Walt Whitman amerikai költőre is nagy hatással voltak az indiai vallások.

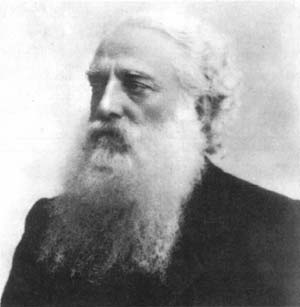
Feltehetően Henry Steel Olcott, a Teozófiai Társulat alapítója volt az első amerikai, aki áttért a buddhizmusra

Az  Amerikai polgárháború egykori ezredesének, Henry Steel Olcott-nak felkeltették az érdeklődését a 19. században népszerű természetfeletti jelenségek. 1875-ben Olcott, Helena Blavatsky és William Quan Judge megalapították a Teozófiai Társulatot, amely okkult, hindu és buddhista szövegek tudományozásával foglalkozott. 1879-ben Olcott és Blavatsky Indiába utazott, egy évvel később pedig Srí Lankára. Ekkor világi buddhista fogadalmat is tettek, ám a teozófisták többsége a buddhizmustól valamelyest eltérő nézeteket vallott.
Ezt követően további kiadványok bővítették a buddhizmussal kapcsolatos ismereteket Amerikában. 1879-ben az angol Edwin Arnold kiadta a „The Light of Asia” című epikus művét, Buddha életéről és tanításairól. A könyv rendkívüli népszerűségre tett szert az Egyesült Államokban, nyolc kiadást élt meg és több mint fél millió példányszámot.

### Zen

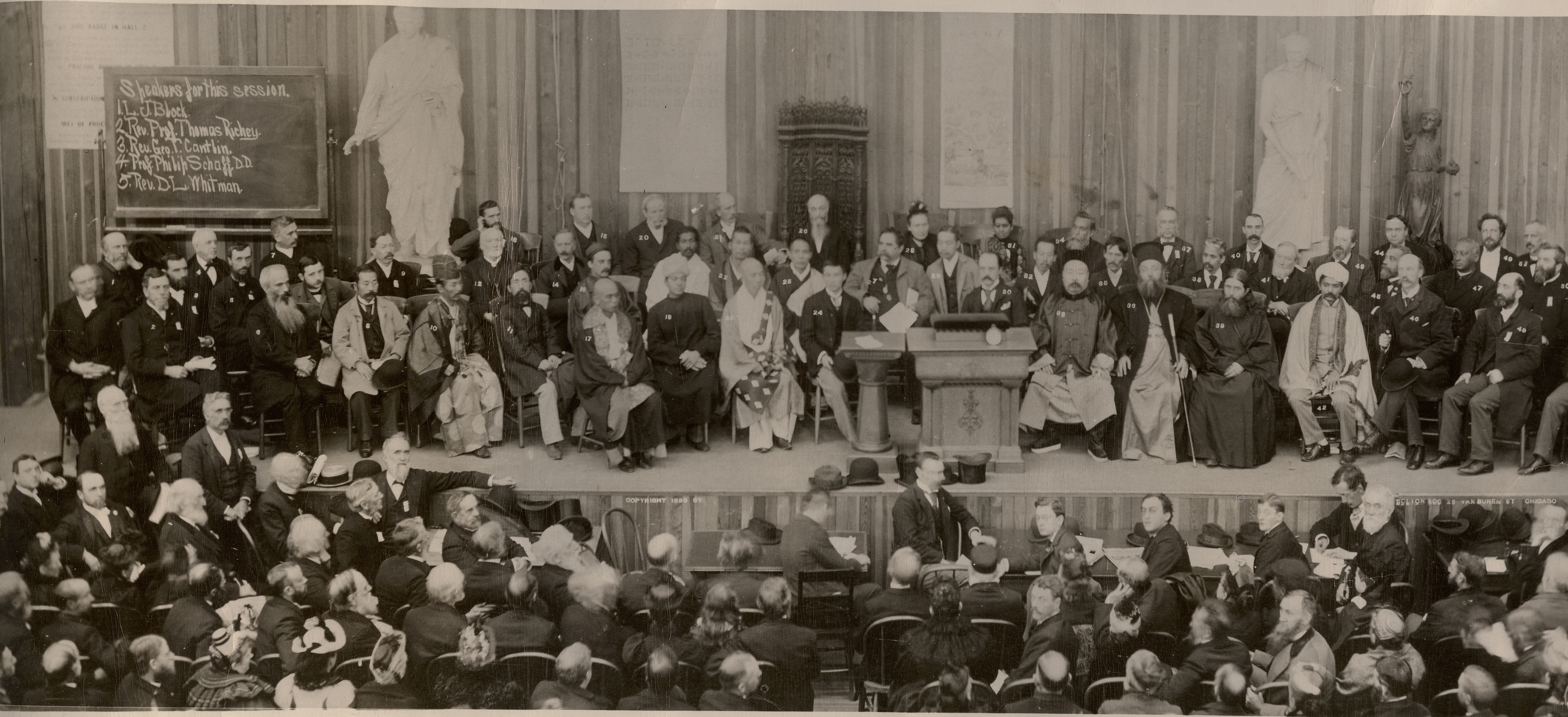
Az 1893-as Világ vallásainak parlamentje, Chicago

A zen buddhizmust olyan japán papok vezették be az Egyesült Államokban, akiket a helyi bevándorló csoportok hívtak meg.  1893-ban Soyen Shaku érkezett Japánból, hogy részt vegyen a Világ vallásainak parlamenti találkozóján Chicagóban. 1905-ben gazdag amerikaiak hívták meg Shaku-t Amerikába, ahol kilenc hónapos tartózkodása során létrehozott egy zendo helyet és rendszeresen zazen leckéket adott. A zen buddhizmus egyik legjelesebb korai tudósa D.T. Suzuki angol nyelvű publikációival jelentősen hozzájárult a zen buddhizmus nyugati terjedésében. Az 1950-es évek közepén a beat generáció komoly érdeklődést mutatott a keleti filozófiák, köztük a zen buddhizmus iránt. A zen a kínai csan buddhizmus japán változata. A csan egyik jeles képviselője Hszüan Hua 1962-ben költözött San Francisco kínai negyedébe, ahol a csan) mellett tanított Tiszta Föld buddhizmust, tientajt, vadzsrajána buddhizmust és vinaját. Kezdetben csak kínai nemzetiségű tanítványai voltak, később már mindenféle származásúak is látogatták tanításait. a koreai szon buddhizmus első képviselője 1972-ben érkezett az USA-ba, a vietnámi thiền Thich Nhat Hanh évtizedes franciaországi tevékenység után jutott el Amerikába.
A zen a buddhizmus legnépszerűbb irányzata az Egyesült Államokban. 2006-ban a Texas-i Merle Kodo Boyd lett az első afrikai-amerikai, aki dharma átadást kapott a zen buddhizmusban.

### Tibeti buddhizmus

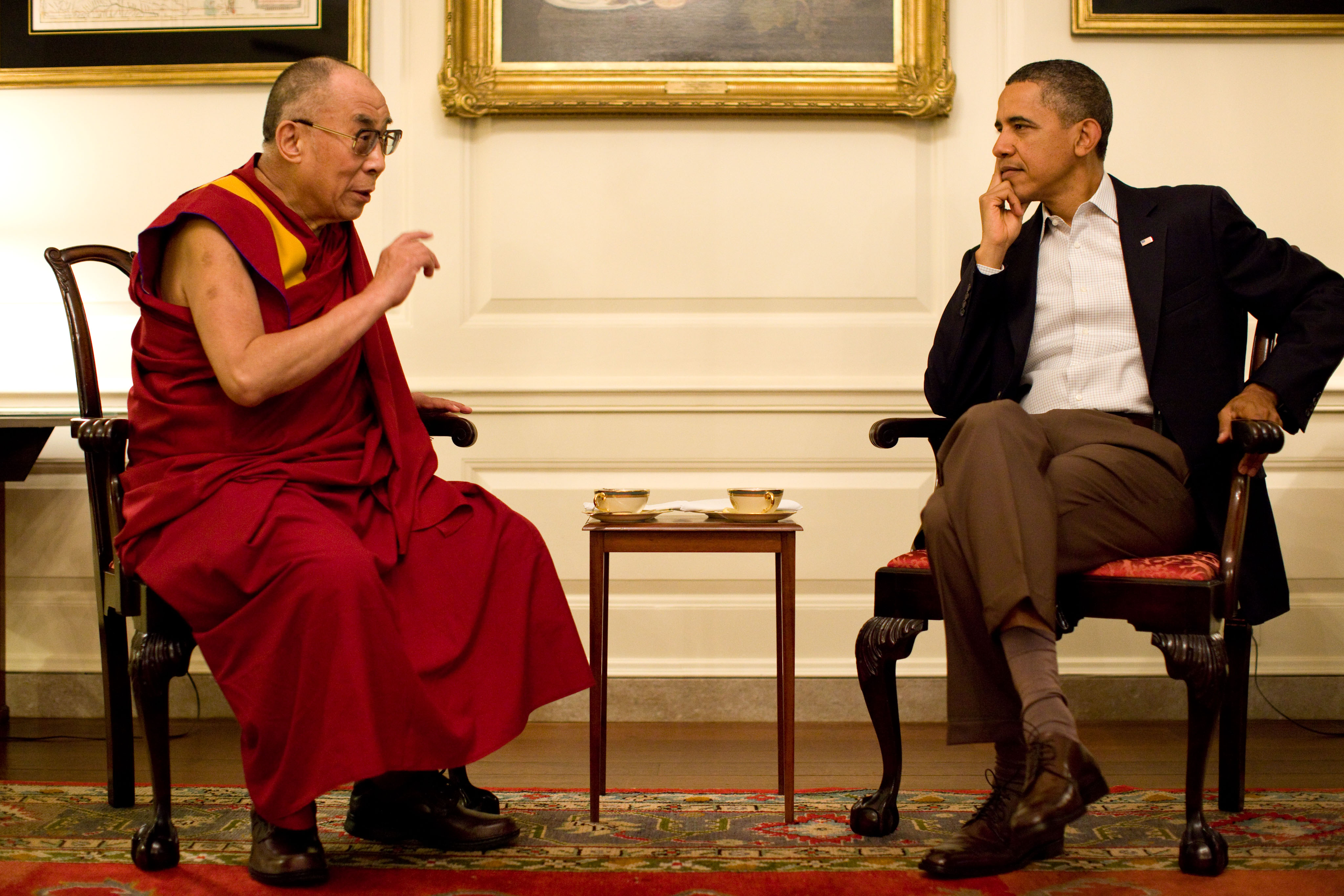
A dalai láma Barack Obama elnökkel a Fehér Házban

A világ egyik legjelentősebb buddhista vezetője ma Tendzin Gyaco, a jelenlegi dalai láma, aki először 1979-ben látogatott el az Egyesült Államokba. Tibet menekült politikai vezetőjeként nagy népszerűségre tett szert, akiért olyan hírességek rajonganak, mint például Richard Gere vagy Adam Yauch. Életének első felét olyan Hollywood-i filmek dolgozták fel, mint a Kundun és a Hét év Tibetben. Az első nyugaton született tibeti buddhista szerzetes Robert A. F. Thurman, ma a dalai láma tudományos támogatójának számít. A dalai láma észak-amerikai központja a New York állambeli Ithaca városban van.
A dalai láma erős családi szálakkal kötődik az Egyesült Államokhoz. A bátyja, Thubten Norbu akkor menekült el Tibetből, amikor Kína arra kérte, hogy ölje meg az öccsét. Ő maga is láma volt, a takcer rinpocse, aki a tibeti Amdó régióban lévő Kumbum kolostor apátja volt. Amerikában az indianai Bloomington-ban telepedett le, ahol megalapította a tibeti mongol buddhista kulturális központot és a Kumbum Csamce Ling-templomot.
A mongóliai függetlenségért vívott küzdelemben jeleskedő Dilowa Gegen volt az első buddhista láma, aki az Egyesült Allamokba emigrált 1949-ben politikai menekültként. New Jersey-ben alapított kolostort.

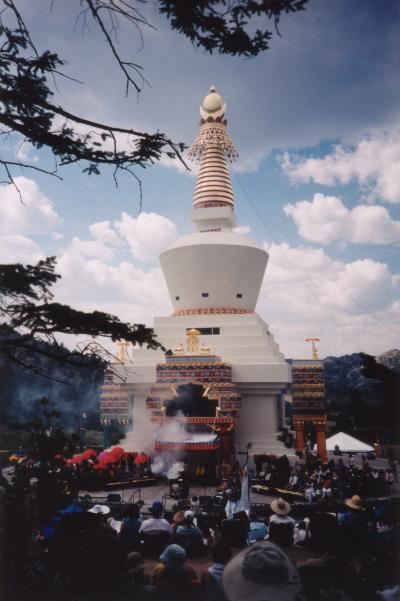
Csögyam Trungpa hamvai a Dharmakája-nagysztúpában

Az első tibeti buddhista láma, akinek amerikai tanítványa volt, Ngavang Vangyal volt, a gelugpa kalmük-mongol mestere, aki 1955-ben érkezett Amerikába és három évvel később megalapította New Jersey-ben az "Amerika Lámaista Buddhista Kolostora" szervezetet. A tanítványai közé tartozott Robert Thurman, Jeffrey Hopkins, Alexander Berzin és Anne C. Klein. A korai érkező közé tartozik még Decsung Rinpocse, szakja láma, aki 1960-ban telepedett le Seattle-ben, illetve Tarthang Tulku rinpocse, az első nyingma tanító az amerikai kontinensen, aki 1968-ban érkezett meg az USA-ba, és Kaliforniában alapított meditációs központot.
Az Egyesült Államokban élő tibeti lámák közül a legismertebb Csögyam Trungpa, aki a kagyüpa buddhista tudósa. 1963-ban költözött Angliába, majd Skóciában emelt templomot, végül 1970-ben átköltöztött az USA-ba. Dharmadhatu meditációs központokat hozott létre, majd a Vajradhatu nevű csoportot igazgatta (későbbi néven Shambhala International). Világi buddhista technikákat fejlesztett ki, amelyeknek a Shambhala Training kifejezést adta. A halálát követően a tanítványai sztúpát emeltek a tiszteletére a Coloradói Red Feather Lakes-ben.

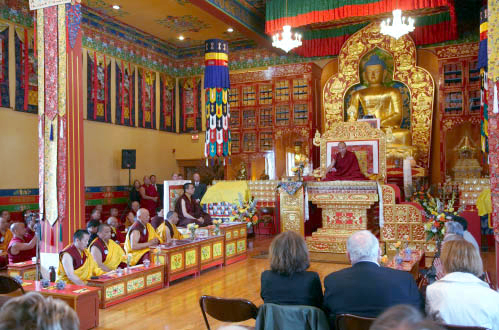
Karma Trijana Dharmacsakra kolostor a New York állambeli Woodstock-ban

A négy fő tibeti buddhista iskola (gelugpa, kagyüpa, szakjapa, nyingmapa) közül a gelugpa és a kagyüpa volt a legmeghatározóbb Nyugaton. A főszerepet ebben a gelugpa részéről a dalai láma játszotta, illetve a kagyüpa részéről (azon belül is a karma kagyü ág) a karmapa. A 21. században a nyingma iskola népszerűsége is megnőtt nyugaton. A gelug hagyományt Amerikában a Foundation for the Preservation of the Mahayana Tradition (FPMT, Alapítvány a mahájána hagyomány megőrzéséért) képviseli.
Michael Roach volt az első amerikai, aki gese buddhista doktori fokozatot ért el. 2010-ben jött létre Észak-Amerika első tibeti buddhista apácazárdája Vermontban (Vadzsra Dakini Apácazárda), amely a drikung kagyü hagyományhoz tartozik.

### Théraváda

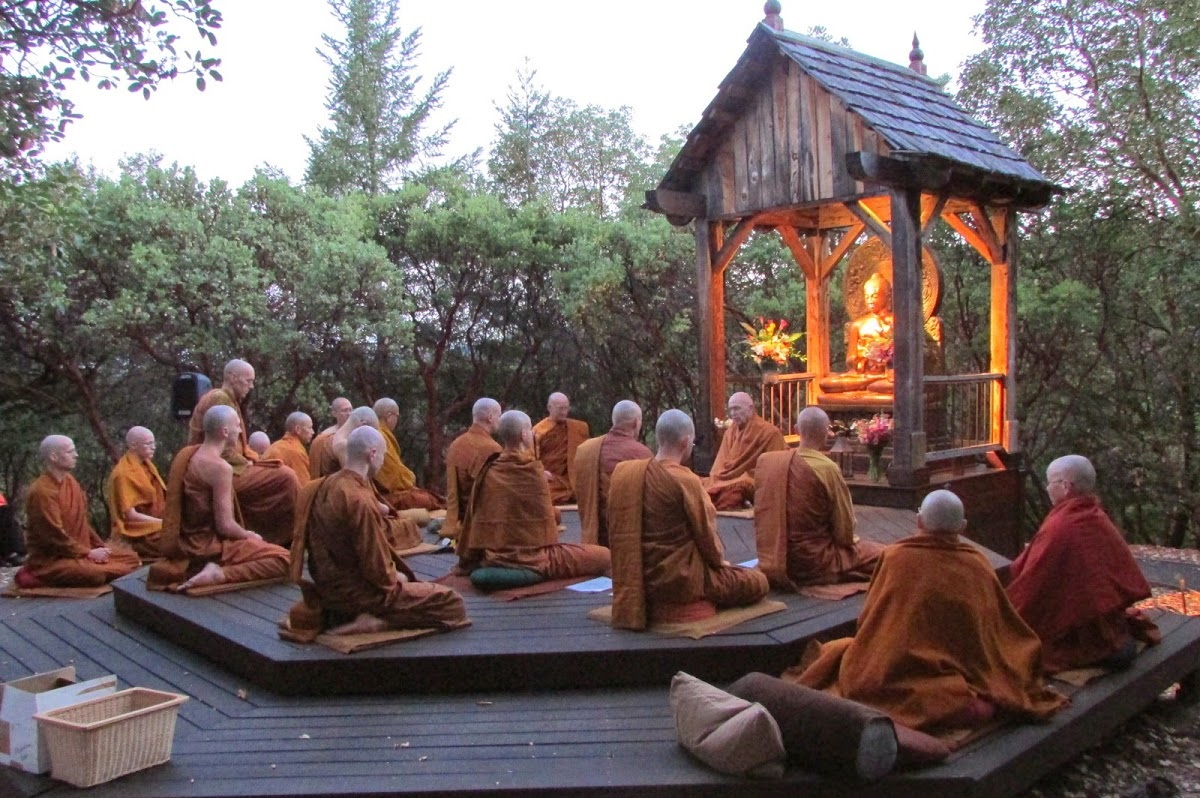
Abhajagiri buddhista kolostor, 2014

Ma a théraváda legismertebb jellemzője nyugaton a vipasszaná, azaz a „belátás meditáció”, amely egy ősi meditációs gyakorlat a théraváda buddhizmus páli kánonjában. A 20. században Mahászi Szajádav burmai szerzetes által indított vipasszaná mozgalom modern nézetekkel dúsította az ősi théraváda hagyományt. Szajádav tanításainak a célja az volt, hogy leegyszerűsítse , but its goal is to simplify ritual and other peripheral activities in order to make meditative practice more effective and available both to monks and to laypeople.
1965-ben szingaléz szerzetesek megalapították az amerikai fővárosban a Washington buddhista vihárát, az USA első théraváda egyházi szervezetét. Az itt tartott tanításokba bárki bekapcsolódhat, aki beszél angolul. A központ legfőbb tanítása ma is a vipasszaná meditáció.

## Export buddhizmus
Japán új vallási mozgalmai közül az egyik legsikeresebb a Nemzetközi Szóka Gakkai (Soka Gakkai International, SGI), amely a második világháború után terjedt el a világon. A szóka gakkai jelentése „értékteremtő társaság”. A szóka gakkai a nicsiren buddhizmus azon három ága közé tartozik, amelyek a 20. században eljutottak az USA-ba. Az SGI gyorsan terjedt az országban, ahol nem csupán a nemzeti kisebbségűeket vonzotta be, és olyan hírességek is az iskola képviselőivé váltak, mint Tina Turner, Herbie Hancock vagy Orlando Bloom. A nicsirentől való 1991-es szakadás óta az SGI-nek nincsenek saját szerzetesei. Legfőbb vallási gyakorlatuk a namu mjóhó renge kjó mantra és a Lótusz szútra bizonyos részleteinek kántálása, amelyeken kívül más meditációs technikákat nem alkalmaznak.

## Egyéb
2006-ban első alkalommal nyert srámanerí (papnövendék) szerzetesi felvételt egy buddhista rendbe amerikai nő. Az thai erdei hagyomány Missouri-i kolostorába felvett apáca a Khanti Khema dharmanevet kapta.

## Buddhista oktatás az USA-ban
1974-ben alapította Csögyam Trungpa a Naropa Intézetet a Colorado állambeli Boulderben, amely egy négyéves buddhista főiskolát (ma Naropa Egyetem). Az első diákok között volt Allen Ginsberg amerikai költő, aki nagyra értékelte az intézet költészeti tanszékét. Ma a Naropa Egyetem akkreditált képzést nyújt nem csak buddhizmussal kapcsolatos területeken.
A Nyugat Egyeteme (University of the West) a Hszi Laj-templom oktatási intézete, amely korábban Hszi Laj Egyetem néven volt ismert. A Szóka Gakkai által létrehozott Amerikai Szóka Egyetem a buddhista filozófiával foglalkozik. A Tízezer Buddha Városa területén működik a Dharma Birodalom Buddhista Egyetem, négyéves buddhista főiskola, amelyben nem csak buddhista tárgyakat tanítanak. A kaliforniai Berkeley-ben található Buddhista Tudományok Intézete mesterszintű képzést ad buddhista tudományokból, illetve ez számít az Amerikai Buddhista Egyházak szervezet papképző központjának is.
A 2003-ban alapított Juniper Alapítvány célja beépíteni a buddhista módszert a modern kultúrába és oktatásba. Az oktatáspolitikájuk központjában áll a meditáció, az érzelmek kiegyensúlyozása, illetve az együttérzés és a belátás (a létezés három jellemzőjébe való belátás) művelése.